# Cyclophosphamide
Cyclophosphamide (CP), còn được gọi là cytophosphane cùng một số tên khác,] là một loại thuốc được sử dụng trong hóa trị và cũng để ngăn chặn hệ miễn dịch. Nếu dùng trong hóa trị liệu, chúng được sử dụng để điều trị ung thư hạch, đa u tủy, ung thư bạch cầu, ung thư buồng trứng, ung thư vú, ung thư phổi tế bào nhỏ, u nguyên bào thần kinh và sarcoma. Nếu dùng với vai trò một chất ức chế miễn dịch, chúng sẽ được sử dụng trong hội chứng thận hư, u hạt với polyangiitis, và sau khi cấy ghép nội tạng, cùng với một vài trường hợp khác. Thuốc có thể được uống hoặc tiêm vào tĩnh mạch.
Hầu hết mọi người đều sẽ trải qua các tác dụng phụ. Tác dụng phụ thường gặp bao gồm số lượng bạch cầu thấp, chán ăn, nôn mửa, rụng tóc và chảy máu từ bàng quang. Các tác dụng phụ nghiêm trọng khác có thể có như tăng nguy cơ ung thư, vô sinh, phản ứng dị ứng và khả năng xơ hóa trong tương lai tăng lên. Cyclophosphamide là tác nhân alkyl hóa và có trong họ thuốc mù tạt. Người ta cho rằng nó hoạt động bằng cách can thiệp vào quá trình sao chép DNA và tổng hợp RNA.
Cyclophosphamide đã được phê duyệt để sử dụng y tế tại Hoa Kỳ vào năm 1959. Nó nằm trong danh sách các thuốc thiết yếu của Tổ chức Y tế Thế giới, tức là nhóm các loại thuốc hiệu quả và an toàn nhất cần thiết trong một hệ thống y tế. Chi phí bán buôn ở các nước đang phát triển là khoảng 3,65 đến 14,30 USD/1 g lọ. Ở Vương quốc Anh, cùng lượng đó tốn phí khoảng 17,06 bảng Anh. Ở Hoa Kỳ, thì chi phí là khoảng 19,56 USD.